# Mølmanden
Mølmanden (engelsk: mothman) er et mystisk væsen, der efter sigende blev set i områderne nær byerne Charleston og Point Pleasant i den amerikanske stat West Virginia fra november 1966 til december 1967. Væsnet blev set af flere forskellige mennesker, men trods det var der ingen beviser for væsnets eksistens. Historien om Mølmanden blev senere til filmen The Mothman Prophecies fra 2002. I 1976-1978 i England var der tale om et lignende væsen kaldet uglemanden.

## Historie
Den 15. november 1966 var to unge nygifte par fra Point Pleasant, David og Linda Scarberry og Steve og Mary Mallette, ude at køre bil en sen nat. Da de var seks kilometer væk fra Point Pleasant, kunne de, i nærheden af en gammel dynamitfabrik fra anden verdenskrig, se noget ude i vejkanten, der lignede øjne, som reflekterede lyset fra billygterne. Da de standsede, så de et underligt væsen komme frem. De beskrev det mystiske væsen sådan:
- Det var to meter højt og lignede lidt et menneske.
- Det havde havde ingen arme, men vinger, der lignede flagermusevinger, som sad på ryggen.
- Det havde intet hoved, men øjne, som sad på, hvad der på et menneske svarer til skuldrene.
- Desuden lød væsnet som en mus, der peb.

Det mystiske væsen kom vraltende hen imod dem, på en pingvinagtig måde. Personerne i bilen skyndte sig at køre væk, men væsnet fløj efter dem. Til sidst lykkedes det for dem at ryste det mystiske væsen af.
Senere stod der noget om det mystiske væsen i den lokale avis. I avisen blev det mystiske væsen kaldt for The Mothman (mølmanden), fordi beskrivelsen af væsnet mindede om et møl.
Senere påstod andre i nærområdet at have set mølmanden. Det siges blandt andet, at mølmanden åd en schæferhund.
Nogle mener, at mølmanden er en ukendt dyreart, mens andre mener, at det var et rumvæsen fra en anden planet. Der er dog også de mere naturlige forklaringer: Enten at de folk, der påstår at have set mølmanden, lyver, eller at de bare har set en almindelig ugle og indbildt sig selv, at den var større.